# カゴヤ・ジャパン
カゴヤ・ジャパン株式会社（英語: KAGOYA JAPAN Inc.）は、京都府京都市中京区に本社を置くデータセンター事業等を行うアプリケーションサービスプロバイダである。
茶摘籠の販売事業として創業したあとLPガス供給事業を経て、ホスティングサーバ運営事業へ業種転換を行った日本の企業である。

## 沿革
- 1926年1月 - 茶摘籠販売店を創業
- 1965年10月 - LPガス供給事業を開始
- 1983年9月 - 株式会社カゴヤガス設備設立
- 1998年12月 - 株式会社カゴヤガス設備の一部門として、インターネットサービスプロバイダサービスを開始
- 2000年1月 - オンラインショップの構築サイトサービスを開始
- 2001年3月 - ベリサインとドメインレジストリ関してパートナー契約締結
- 2002年11月 - 株式会社カゴヤガス設備から、カゴヤ・ジャパン株式会社に社名変更
- 2006年4月 - 京都府の関西文化学術研究都市に、自社データセンター竣工（5月データセンター運営事業開始）
- 2008年10月 - 大阪市北区に大阪営業所を開設
- 2009年4月 - 京都市中京区に本社を移転
- 2010年6月 - 東京都中央区に東京営業所を開設
- 2012年4月 - 情報技術開発株式会社と資本業務提携契約を締結。資本金を2億2300万円に増資。
- 2014年6月 - 関西文化学術研究都市のデータセンターの新棟を開設する[2]。

## 事業所
- 本社 - 京都府京都市中京区三条通烏丸西入御倉町85-1　烏丸ビル8F
- 大阪営業所 - 大阪府大阪市北区曽根崎2-12-7　清和梅田ビル5F
- 東京営業所 - 東京都新宿区西新宿2-1-1　新宿三井ビルディング37F

## 事業内容
- データセンター事業 - KAGOYA DC+
- ホスティングサービス/ISP事業 - KAGOYA専用サーバー、KAGOYA Internet Routing
- クラウドサービス事業 - KAGOYA FLEX
- その他、インターネット関連サービス事業

## 資格・許可
- ISO27001（ISMS）（認証登録番号：IS515800）
- プライバシーマーク（認定番号 20000842(02)号）
- 一般第二種通信事業者
- JPNIC IPアドレス管理指定事業者
- JPRS指定事業者

## 加盟団体
- 日本インターネットプロバイダー協会
- テレコムサービス協会
- オンラインショップマスターズクラブ
- 京都コンピューターシステム事業共同組合
- 京都府情報産業協会
- 京都商工会議所
- 京都レンタルサーバー協会